# Ел Параисо (Порторико)
Ел Параисо (шп. El Paraiso) град је у америчкој острвској територији Порторико, острвској држави Кариба.

## Демографија
По попису из 2010. године број становника је 1.716.
| Група             | 2000.    | 2010.         |
| Белци             | 0 (0,0%) | 2 (0,1%)      |
| Афроамериканци    | 0 (0,0%) | 184 (10,7%)   |
| Азијати           | 0 (0,0%) | 0 (0,0%)      |
| Хиспаноамериканци | 0 (0,0%) | 1.713 (99,8%) |
| Укупно            | 0        | 1.716         |